# Dekanija Slovenske Konjice
Dekanija Slovenske Konjice je rimskokatoliška dekanija, del Bistriško-konjiškega naddekanata, ki spada pod nadškofijo Maribor.
Sedanji dekan je zreški župnik Peter Leskovar.  

## Župnije in nadžupnija
- Župnija Kebelj
- Župnija Čadram - Oplotnica
- Župnija Prihova
- Župnija Sv. Jernej pri Ločah
- Župnija Loče
- Župnija Žiče
- Župnija Špitalič
- Nadžupnija Slovenske Konjice
- Župnija Stranice
- Župnija Zreče
- Župnija Skomarje
- Župnija Sv. Kunigunda na Pohorju